# 2007년 오리콘 1위 싱글 목록
일본에서 한 주간 가장 많이 팔린 싱글은 오리콘 주간 차트에 실리며, 이 차트는 오리콘이 발행하는 잡지 《오리스타》에 개제된다. 판매량은 한 주 동안의 각 싱글의 판매량을 기준으로 오리콘이 종합한다.

## 차트 기록
| 발행일    | 싱글                            | 가수                                                  | 참고                     |
| --------- | ------------------------------- | ----------------------------------------------------- | ------------------------ |
| 1월 1일   | 「ミソスープ」                  | 테고마스                                              |                          |
| 1월 8일   | (미발표)                        | (미발표)                                              |                          |
| 1월 15일  | 「しるし」                      | Mr.Children                                           | 통산 2주                 |
| 1월 22일  | 「千の風になって」              | 아키카와 마사후미                                     | 2007년 1위               |
| 1월 29일  | 「100万回のKISS」               | GLAY                                                  | 2007년 1월 1위           |
| 2월 5일   | 「フェイク」                    | Mr.Children                                           | 2007년 2월 1위           |
| 2월 12일  | 「HONEY BEAT/僕と僕らのあした」 | V6                                                    |                          |
| 2월 19일  | 「空が泣くから」                | ENDLICHERI☆ENDLICHERI                                 |                          |
| 2월 26일  | 「道」                          | EXILE                                                 |                          |
| 3월 5일   | 「Love so sweet」               | 아라시                                                |                          |
| 3월 12일  | 「Flavor Of Life」              | 우타다 히카루                                         | 3주 연속, 2007년 3월 1위 |
| 3월 19일  | 「Flavor Of Life」              | 우타다 히카루                                         | 3주 연속, 2007년 3월 1위 |
| 3월 26일  | 「Flavor Of Life」              | 우타다 히카루                                         | 3주 연속, 2007년 3월 1위 |
| 4월 2일   | 「星をめざして」                | NEWS                                                  |                          |
| 4월 9일   | 「蕾」                          | 코부쿠로                                              | 2007년 4월 1위           |
| 4월 16일  | 「鼓動」                        | GLAY                                                  |                          |
| 4월 23일  | 「ズッコケ男道」                | 칸쟈니∞                                               |                          |
| 4월 30일  | 「×〜ダメ〜/Crazy Rainbow」     | 타키 & 츠바사                                         |                          |
| 5월 7일   | 「BRAND NEW SONG」              | KinKi Kids                                            | 2007년 5월 1위           |
| 5월 14일  | 「We can make it!」             | 아라시                                                |                          |
| 5월 21일  | 「永遠の翼」                    | B'z                                                   |                          |
| 5월 28일  | 「明日晴れるかな」              | 쿠와타 케이스케                                       |                          |
| 6월 4일   | 「ジャスミン/Rainbow」          | V6                                                    |                          |
| 6월 11일  | 「SEVENTH HEAVEN」              | L'Arc~en~Ciel                                         |                          |
| 6월 18일  | 「喜びの歌」                    | KAT-TUN                                               | 2007년 6월 1위           |
| 6월 25일  | 「My Generation/Understand」    | YUI                                                   |                          |
| 7월 2일   | 「RETURNER～闇の終焉～」        | GACKT                                                 |                          |
| 7월 9일   | 「FREAKY」                      | 코다 쿠미                                             | 2007년 7월 1위           |
| 7월 16일  | 「FREE」                        | 에리카                                                |                          |
| 7월 23일  | 「ミュージック」                | Golden Circle feat.테라오카 요히토/마츠토야 유미/유즈 |                          |
| 7월 30일  | 「glitter/fated」               | 하마사키 아유미                                       |                          |
| 8월 6일   | 「PEACH/HEART」                 | 오오츠카 아이                                         |                          |
| 8월 13일  | 「Hey! Say!」                   | Hey! Say! 7                                           | 2007년 8월 1위           |
| 8월 20일  | 「SAMURAI」                     | 타키 & 츠바사                                         |                          |
| 8월 27일  | 「こころ」                      | 오다 카즈마사                                         |                          |
| 9월 3일   | 「風の詩を聴かせて」            | 쿠와타 케이스케                                       |                          |
| 9월 10일  | 「MY HEART DRAWS A DREAM」      | L'Arc~en~Ciel                                         |                          |
| 9월 17일  | 「Happiness」                   | 아라시                                                | 2007년 9월 1위           |
| 9월 24일  | 「永遠に」                      | KinKi Kids                                            |                          |
| 10월 1일  | 「talkin’ 2 myself」            | 하마사키 아유미                                       |                          |
| 10월 8일  | 「LOVE & TRUTH」                | YUI                                                   |                          |
| 10월 15일 | 「SUPER LOVE SONG」             | B'z                                                   | 2007년 10월 1위          |
| 10월 22일 | 「DAYBREAK'S BELL」             | L'Arc~en~Ciel                                         |                          |
| 10월 29일 | 「イッツ マイ ソウル」          | 칸쟈니∞                                               |                          |
| 11월 5일  | 「花の名」                      | BUMP OF CHICKEN                                       |                          |
| 11월 12일 | 「旅立ちの唄」                  | Mr.Children                                           | 2007년 11월 1위          |
| 11월 19일 | 「weeeek」                      | NEWS                                                  |                          |
| 11월 26일 | 「Ultra Music Power」           | Hey! Say! JUMP                                        |                          |
| 12월 3일  | 「Keep the faith」              | KAT-TUN                                               | 2007년 12월 1위          |
| 12월 10일 | 「青春 SEISYuN」                | TOKIO                                                 |                          |
| 12월 17일 | 「ダーリン」                    | 쿠와타 케이스케                                       |                          |
| 12월 24일 | 「way of life」                 | V6                                                    |                          |
| 12월 31일 | 「弾丸ファイター」              | SMAP                                                  |                          |

## 연간 TOP 10
※ 집계: 2006년 12월 25일 - 2007년 12월 17일
- 1위: 아키카와 마사후미 「千の風になって」
- 2위: 우타다 히카루 「Flavor Of Life」
- 3위: 코부쿠로 「蕾」
- 4위: 아라시 「Love so sweet」
- 5위: KAT-TUN 「Keep the faith」
- 6위: KAT-TUN 「喜びの歌」
- 7위: 쿠와타 케이스케 「明日晴れるかな」
- 8위: Mr.Children 「旅立ちの唄」
- 9위: 칸쟈니∞ 「関風ファイティング」
- 10위: NEWS 「weeeek」